# Pluto et la Cigogne
Pour plus de détails, voir Fiche technique et Distribution.
Pluto et la Cigogne (titre original : Cold Storage) est un court-métrage d'animation américain des studios Disney avec Pluto, sorti le 9 février 1951.

## Synopsis
Une cigogne fatiguée par le froid de l'hiver s'arrête dans la niche de Pluto.

## Fiche technique
- Titre original : Cold Storage
- Titre français : Pluto et la Cigogne
- Série : Pluto
- Réalisation : Charles A. Nichols
- Scénario : Bill Peet, Milt Banta, Milt Schaffer
- Animation : George Kreisl, George Nicholas, Charles A. Nichols
- Effets visuels : George Rowley
- Décors : Art Landy
- Layout : Al Zinnen
- Musique : Joseph Dubin
- Production : Walt Disney
- Société de production : Walt Disney Productions
- Société de distribution : RKO Radio Pictures
- Format : Couleur (Technicolor) - 1,37:1 - Son mono (RCA Sound System)
- Durée : 7 min
- Langue : Anglais
- Pays de production :  États-Unis
- Date de sortie :
  - États-Unis :9 février 1951[1]

## Voix originales
- Pinto Colvig : Pluto

## Titre en différentes langues
- Finlande : Suojaan pakkaselta
- Suède : Plutos besvär med storken

Source : IMDb